# Панов, Александр Гаврилович
Александр Гаврилович Панов (2 мая 1905, Богучар, Воронежская губерния — 3 декабря 1978) — советский невролог, доктор медицинских наук (1951), профессор (1956), заслуженный деятель науки РСФСР (1972). 
Первооткрыватель клещевого энцефалита (1935).

## Биография
Родился 2 мая 1905 года в городе Богучар Воронежской губернии. Обучался в местной гимназии.
В 1922 году поступил на медицинский факультет в Воронежского университета, в 1926 году перевёлся в Ленинград.
В 1928 году окончил Ленинградский институт медицинских знаний, с 1931 года — ассистент клиники нервных болезней этого института.
В 1933 году был призван на военную службу в город Владивосток, с 1934 года — начальник неврологического отделения госпиталя (Владивосток).
В Приморском крае столкнулся со специфическими заболеваниями, которые относили к группе летних, периодически повторяющихся ежегодно в одном и том же районе. Он начал целенаправленный поиск больных в лесозаготовительных пунктах, и «в течение лета, с мая по август… были выявлены и исследованы 56 больных…». Им с 1932 по 1936 годы были изучены 180 случаев заболеваний.
В 1935 году по клинической картине А. Г. Панов определил это заболевание как «энцефалит, относящийся к группе летних» и в том же году сделал доклад на заседании Общества врачей Владивостока «Клиника летних энцефалитов в Приморье» и совместно с Б. Н. Нейштадтом и Н. В. Коростелевым составил «Инструкцию по диагностике, профилактике и лечению летних эпидемических энцефалитов».
Руководство первой Дальневосточной научной экспедицией в 1937 году осуществлял Л. А. Зильбер. Были сформировали два отряда — северный (Оборский леспромхоз, Хабаровский край) и южный (Владивосток, в него входил А. Г. Панов). Работами руководил начальник неврологического отделения Хабаровского госпиталя Н. Н. Аносов. В ходе трёх экспедиций 1937—1939 годов многие их участники перенесли клещевой энцефалит, некоторые остались тяжёлыми инвалидами, 11 из них погибли.
Шестеро участников экспедиций в 1941 году были награждены Сталинской премией 1-й степени: Смородинцев А. А., Левкович Е. Н., Петрищева П. А., Чумаков М. П., Соловьёв В. Д., Шубладзе А. К. (однако, А. Г. Панова среди них не оказалось, также не оказалось репрессированных сотрудников Центрального института эпидемиологии и микробиологии, обвинённых во вредительстве — намерении распространить энцефалит: Зильбера Л. А., Шеболдаевой А. Д., Сафоновой Т. М.).
С 1937 по 1939 годы научный материал А. Г. Пановым глубоко анализировался. Он — автор первой в мировой литературе журнальной статьи о клинике клещевого энцефалита (1938) и первой клинической диссертации, посвященной теме клещевого энцефалита (1939). По окончании выпущена монография «Клещевой энцефалит» (1940).

Клиника клещевого энцефалита впервые описана Пановым (1935—1937) и Шаповалом (1938).— советский иммунолог и вирусолог, создатель советской школы медицинской вирусологии Л. А. Зильбер

Впервые научное изучение клещевого энцефалита было начато в 1934 г. выдающимся клиницистом А. Г. Пановым. За 3 года до организации комплексной экспедиции на Дальний Восток А. Г. Панов установил ареал болезни в пределах Приморского края, весенне-летнюю сезонность эпидемических вспышек, приуроченность последних к таежным районам и преобладание среди заболевших лиц, работающих в лесу. Были детально изучены симптоматика болезни, клинические проявления, течение, исходы при различных синдромах, а также характер остаточных расстройств. Общность эпидемиологических черт, однотипность течения болезни… постоянство ряда симптомов… дали основание для объединения полиморфной группы синдромов в единую нозологическую форму… А. Г. Панов сделал предположение о вирусной природе заболевания— крупнейший советский вирусолог А. А. Смородинцев
В феврале 1941 года прибыл в Москву во Всесоюзный институт экспериментальной медицины для оформления докторской диссертации и проведения экспериментов по терапии энцефалитов, однако с началом войны этим планам не суждено было реализоваться.
В годы Великой Отечественной войны работал в учреждениях авиационной медицины Балтийского флота. На 1942 год — майор медслужбы, руководитель лаборатории авиационной медицины (ЛАМ) ВВС КБФ (станция Бернгардовка).

В период Блокады находился на Ленфронте. Проводил большую работу по медико-санитарному обеспечению частей ВВС КБФ как по линии ЛАМ, так и непосредственно в частях путём выезда на места. … Его работа в большой степени сокращала сроки лечения больных лётчиков.— из наградного листа на Орден Отечественной войны II степени, 1945 год
В 1947 году переведён на кафедру нервных болезней Военной медицинской академии, был избран заведующим клиникой энцефалитов Института вирусологии АМН СССР. Весной 1948 года он возглавил экспедицию Института вирусологии АМН СССР в Приморский край. В 1951 году защитил докторскую диссертацию.
Заведовал кафедрами нервных болезней в Ленинградском педиатрическом институте (1953), Военно-морской медицинской академии (с 1955 года), возглавил кафедру нервных болезней ВМА с 1962 по 1973 годы. Одновременно был главным невропатологом Министерства обороны СССР (с 1962 года).
В 1973—1976 годах — консультант ученого совета ВМА.
Председательствуя на заседании общества неврологов Ленинграда 21 ноября 1978 года, плохо себя почувствовал и был срочно госпитализирован. Умер 3 декабря 1978 года.
Похоронен на Богословском кладбище Санкт-Петербурга.

Могила Панова на Богословском кладбище Санкт-Петербурга.

## Научная деятельность
Опубликовал около 220 научных работ, в том числе 7 монографий. Описал клинику клещевого энцефалита (1934) и его прогредиентных форм (1950).
Предложил схему вакцинотерапии рассеянного склероза (1950), классификацию инфекционных поражений нервной системы (1954), методы гипербарической оксигенотерапии для лечения вирусных нейроинфекций, метод лучевой терапии миастении. Ряд его работ посвящён военной невропатологии, психоневрологии экстремальных состояний, неврологическим аспектам гипокинезии.
А. Г. Панов был почётным членом правления Всесоюзного и президиума Всероссийского, бессменным председателем Ленинградского научных об-в невропатологов и психиатров, редактором редотдела «Неврология» БМЭ.
Сочинения:
- Сезонные летние энцефалиты. — Владивосток, 1940.
- Весенне-летний (клещевой) энцефалит. / дисс. — Л., 1951.
- Клещевой энцефалит. — Л., 1956.
- Энцефалиты, Многотомное руководство по неврологии. / под ред. С. Н. Давиденкова. — Т. 3, кн. 1, с. 263. — М., 1962.
- Диагностика рассеянного склероза и энцефаломиелита. — Л., 1970 (совм. с Зинченко А. П.).
- Аутогенная тренировка. — Л., 1973 (совм. с др.).
- Клиническая нейрофизиология и патология гипокинезии. — Л., 1979 (совм. с др.).

## Награды
Награждён орденами Отечественной войны 2 степени (1945), Трудового Красного Знамени, Красной Звезды (двумя) и медалями, в том числе «За оборону Ленинграда».